# Lothar Kobluhn
Lothar Kobluhn (ur. 12 kwietnia 1943 w Oberhausen, zm. 21 stycznia 2019
) – niemiecki piłkarz, grający na pozycji napastnika.

## Kariera piłkarska
Kobluhn urodził się w Oberhausen, gdzie swoją przygodę z futbole rozpoczął w juniorskich drużynach klubu z rodzinnego miasta Rot-Weiß Oberhausen. Sezon 1962/63 spędził w BV Osterfeld. Od 1963 regularnie występował w zespole Rot-Weiß Oberhausen. Po 6 sezonach spędzonych w Regionallidze West, w sezonie 1968/69 udało mu się wraz z drużyną wygrać rozgrywki, co pozwoliło awansować do Bundesligi.
W pierwszym sezonie w najwyższej klasie rozgrywkowej zdobył 5 bramek. W sezonie 1970/71 został królem strzelców Bundesligi, strzelając 24 bramki, dwie więcej od Gerda Müllera, który zdobywał ten tytuł m.in. w latach 1969, 1970, 1972, 1973 czy 1974. Z powodu skandalu związkowego w Bundeslidze, magazyn Kicker początkowo nie przyznał nagrody dla najlepszego strzelca. 36 lat później, w październiku 2007, zmieniono zdanie. Nagroda została przekazana Koblunowi w dniu jego 65. urodzin 12 kwietnia 2008.
Przez 4 lata gry w Bundeslidze Kobluhn zagrał w 107 spotkaniach, w których strzelił 36 bramek. W sezonie 1973/74, pierwszym po spadku Rot-Weiß z Bundesligi, strzelił w rozgrywkach Regionalligi West 25 bramek. Łącznie przez 11 lat gry dla zespołu z rodzinnego miasta zagrał 317 spotkaniach, w których strzelił 94 bramki. W 1974 został kupiony za 50 tysięcy marek przez SG Wattenscheid 09. Po rozegraniu dwóch sezonów na szczeblu 2. Bundesligi, w 1976 zakończył karierę piłkarską.
| Sezon   | Klub                | Kraj | Rozgrywki         | Mecze | Bramki |
| ------- | ------------------- | ---- | ----------------- | ----- | ------ |
| 1963/64 | Rot-Weiß Oberhausen | RFN  | Regionalliga West | 26    | 4      |
| 1964/65 | Rot-Weiß Oberhausen | RFN  | Regionalliga West | 27    | 1      |
| 1965/66 | Rot-Weiß Oberhausen | RFN  | Regionalliga West | 33    | 1      |
| 1966/67 | Rot-Weiß Oberhausen | RFN  | Regionalliga West | 30    | 3      |
| 1967/68 | Rot-Weiß Oberhausen | RFN  | Regionalliga West | 27    | 6      |
| 1968/69 | Rot-Weiß Oberhausen | RFN  | Regionalliga West | 34    | 18     |
| 1969/70 | Rot-Weiß Oberhausen | RFN  | Bundesliga        | 31    | 5      |
| 1970/71 | Rot-Weiß Oberhausen | RFN  | Bundesliga        | 32    | 24     |
| 1971/72 | Rot-Weiß Oberhausen | RFN  | Bundesliga        | 15    | 1      |
| 1972/73 | Rot-Weiß Oberhausen | RFN  | Bundesliga        | 29    | 6      |
| 1973/74 | Rot-Weiß Oberhausen | RFN  | Regionalliga West | 33    | 25     |
| 1974/75 | SG Wattenscheid 09  | RFN  | 2. Bundesliga     | 26    | 4      |
| 1975/76 | SG Wattenscheid 09  | RFN  | 2. Bundesliga     | 23    | 2      |

## Sukcesy
Rot-Weiß Oberhausen
- Mistrzostwo Regionalliga West (1): 1968/69
- Król strzelców Bundesligi (1): 1970/71 (24 bramki)